# Augusto de Bragança, Duque de Coimbra
Augusto de Bragança (nome completo: Augusto Maria Miguel Gabriel Rafael Agrícola Francisco de Assis Gonzaga Pedro de Alcântara de Loiola; Lisboa, 4 de novembro de 1847 — Lisboa, 26 de setembro de 1889), foi um Infante de Portugal e Duque de Coimbra, oitavo filho da rainha Maria II de Portugal, e de seu marido, o rei consorte, Fernando II.

## Biografia
O infante Augusto foi feito duque de Coimbra, sendo o terceiro titular deste ducado. Permaneceu como herdeiro presuntivo de Portugal até seu irmão, o rei Luís I, gerar seu primeiro filho, Carlos I de Portugal, em 1863.
Ele foi um dos membros da corte que aceitou o casamento morganático de seu pai com Elise Hensler, a condessa de Edla, em 1869. Augusto viveu com o casal no chamado Chalet do Mouco, na Serra de Sintra.
Na freguesia de Amora, concelho do Seixal, a princesa Maria Benedicta, irmã da rainha Maria I, viúva do príncipe José e fundadora do Hospital dos Inválidos de Runa, teve um palácio e uma quinta que depois passou para a infanta Isabel Maria. Depois da morte desta infanta, o príncipe Augusto de Bragança comprou a propriedade, que no final do século passado beneficiou com a plantação de vinhas e pinheiros e a reedificação do famoso Paço de Amora que ainda existe, embora em degradado estado de conservação.
Augusto seguiu a carreira militar, atingindo a patente de general de divisão do Exército Português. Faleceu solteiro e sem filhos e seu corpo foi sepultado no Panteão dos Braganças, em São Vicente de Fora.

## Condecorações
Augusto de Bragança possuía as seguintes condecorações:
- Cavaleiro da Ordem do Tosão de Ouro;
- Grã-Cruz da Ordem Militar da Torre e Espada, do Valor, Lealdade e Mérito;
- Grã-Cruz da Ordem de Nossa Senhora da Conceição de Vila Viçosa;